# Anna Romantowska

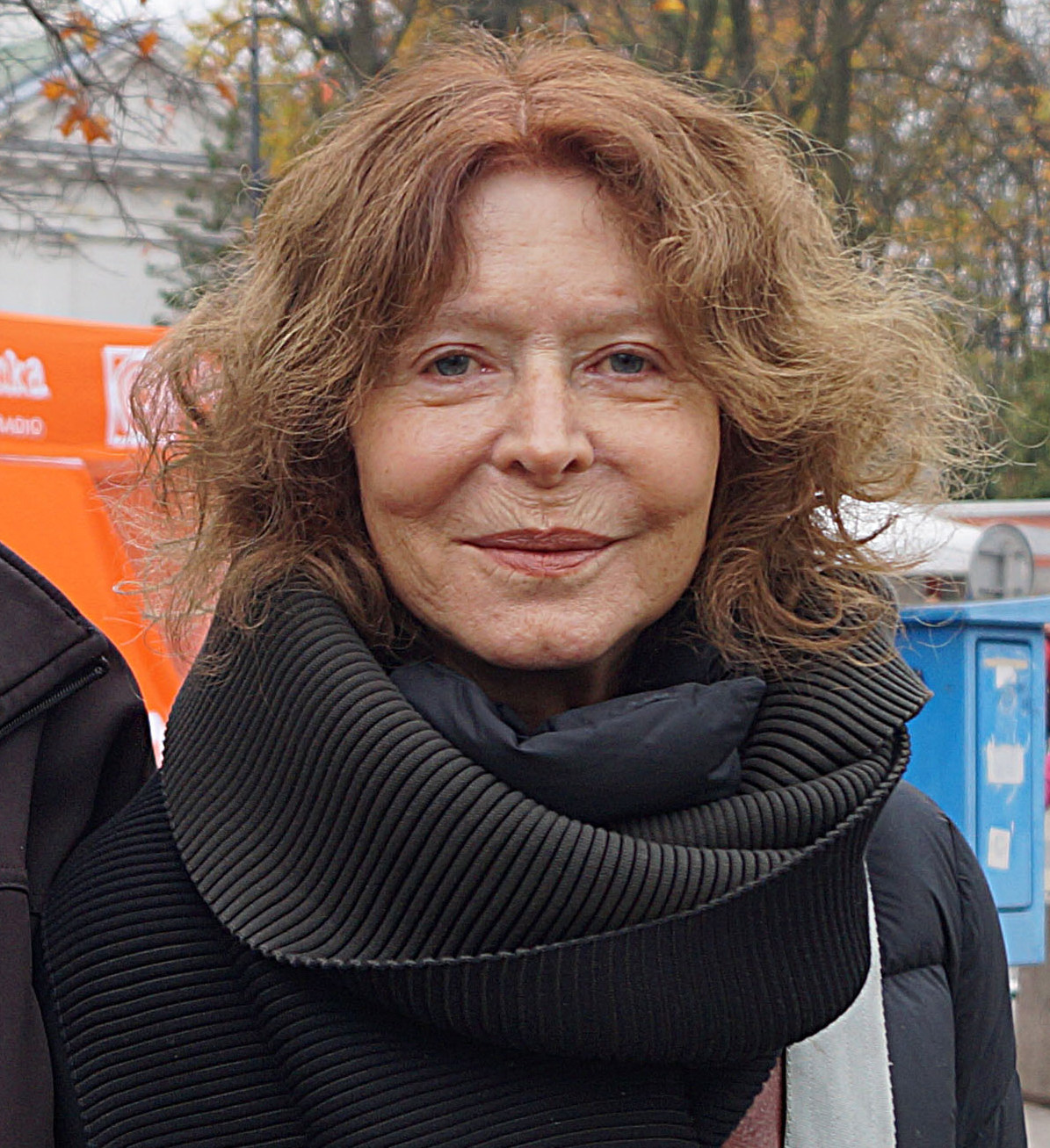
Anna Romantowska

Anna Romantowska (sinh ngày 16 tháng 5 năm 1950) là một diễn viên người Ba Lan.

## Sự nghiệp
Romantowska tốt nghiệp Học viện nghệ thuật sân khấu quốc gia AST ở Warsaw vào năm 1974. Bà đã biểu diễn tại Nhà hát Silesia Stanisław Wyspiański ở Katowice (1974-1975), Nhà hát Quốc gia (1975-1984), và tại Nhà hát Studio ở Warsaw (1984-1993).
Vai diễn điện ảnh đầu tiên của Romantowska là trong bộ phim Trzy po trzy (1977). Vai diễn Mira Szajnert trong bộ phim Przesłuchaniu (Cuộc thẩm vấn) năm 1982 mang về cho bà giải thưởng Nữ diễn viên chính xuất sắc nhất tại Liên hoan phim Gdynia.